# خانه یدالله منتصری
خانه یدا… منتصری مربوط به دوره قاجار است و در شیراز، محله گود عربان، کوچه منتصریان، پلاک ۲۹ واقع شده و این اثر در تاریخ ۱۰ خرداد ۱۳۸۲ با شمارهٔ ثبت ۸۹۷۵ به‌عنوان یکی از آثار ملی ایران به ثبت رسیده بود.این خانه در طی طرح توسعه حرم شاهچراغ در بهمن ۱۴۰۱ تخریب شد.